# Chashama
chashama（以小写字母c开头）是一家位于美国纽约市的非盈利性艺术组织。chashama主要利用闲置的土地为艺术家们提供低价的创作空间。